# Demofilie
Demofilie („demos” în greaca veche înseamnă „popor” iar „philía” dragoste/iubire) este un termen care descrie dragostea față de popor și se referă mai ales la conducători.
Termenul „demofilie” a fost creat de Nichifor Crainic, fost ministru în guvernul condus de Antonescu.